# Ушаково (Новомосковское сельское поселение)
Ушако́во (до 1946 — Бра́нденбург, нем. Brandenburg) — посёлок в Новомосковском сельском поселении Гурьевском городском округе Калининградской области. Расположен при впадении реки Прохладной в Калининградский залив, у дороги Калининград — Мамоново. Местная экономика — рыболовство, сельское хозяйство.

## География
Посёлок Ушаково расположен при впадении реки Прохладной в Калининградский залив, к юго-западу от Калининграда (расстояние от самых восточных кварталов посёлка до юго-западной окраины Калининграда — менее 1 км по Мамоновскому шоссе).

## История
В 1266 году был основан замок Бранденбург. Основателем замка был маркграф Бранденбурга Оттон III Благочестивый. В честь своей родины он назвал новооснованный замок Бранденбургом. Первоначально замок был возведён из дерева. Первый, деревянный замок был сожжён пруссами сразу же после основания, но в 1267 году замок был восстановлен в камне.
В 1525 году замок стал использоваться под здание местной администрации, в коем качестве и пребывал до 1752 года. В 1776 году обветшалое здание конвента было снесено.
В XVII веке Бранденбург превратился в торговый город, а с 1729 года имел небольшой порт.
В 1818 году в ходе административной реформы, осуществлённой в Восточной Пруссии, был образован округ Хайлигенбайль (нем. Kreis Heiligenbeil) в составе Кенигсбергского района (нем. Bezirk Königsberg). С 1818 года Бранденбург входил в состав округа Хайлигенбайль.
В 1800—1820 годах замок Бранденбург использовали в качестве каменоломни для реставрации замка в Мариенбурге (ныне Мальборк, Польша).
В 1840 году королем Пруссии стал Фридрих Вильгельм IV, который, был сторонником строительства железных дорог. В 1844 году был разработан проект Прусской Восточной железной дороги. Строительство велось в начале 1850-х. 5 августа 1852 года железной дорогой соединили Данциг и Диршау. 18 октября 1852 года было открыто движение по линии Мариенбург — Браунсберг через Эльбинг. В августе 1853 года был открыт участок железной дороги длиной 62 километра от Браунсберга до Кёнигсберга. Линию проложили мимо Бранденбурга — от Людвигсорта, где была построена станция, её провели восточнее: мимо Пёршкен, через Коббельбуде со станцией, Зепотен, Годринен и Понарт.
В январе 1945 года советские войска начали наступательную операцию в Восточной Пруссии. 20 января 1945 года гауляйтер Восточной Пруссии Эрих Кох объявил эвакуацию гражданского населения. 13 марта в ходе Хейльсбергской операции возобновилось наступление частей 11-й гвардейской армии на части вермахта, заблокированные вдоль залива Фришесс-Хафф. Через несколько дней 36-й гвардейский стрелковый корпуса (генерал-лейтенант П. К. Кошевой) вышел в районе Бранденбурга к заливу Фришес-Хафф. 18 марта 1945 года был взят Людвигсорт. В августе 1945 года на Потсдамской конференции лидерами трёх крупнейших держав Антигитлеровской коалиции было определено, что северная часть Восточной Пруссии пуреходит Советскому Союзу, а оставшееся немецкое население будет депортировано. На этой территории был организован Кёнигсбергский особый военный округ. 7 апреля 1946 года на занятой советскими войсками территории Восточной Пруссии была образована Кёнигсбергская область в составе РСФСР.
7 апреля 1946 года советские власти провели деление Кёнигсбергской области на районы. 7 сентября 1946 года Президиум Верховного Совета СССР принял новое административное деления Калининградской области.
Осенью 1947 года советские власти провели в области компанию по русификации топонимов. В ходе этой кампании Бранденбург был переименован в Ушаково.
В послевоенные годы в Ушаково был создан рыбоприёмный пункт.
После Второй мировой войны южный флигель замка стал использоваться в качестве жилого дома для светских переселенцев, что способствовало его сохранению. Однако в середине 1990-х годов последние обитатели покинули замок, и памятник средневековой архитектуры стал быстро разбираться местными жителями на кирпичи.

## Население
| 2002 | 2010 | 2011 |
| ---- | ---- | ---- |
| 864  | ↘812 | →812 |

В 1885 году в Бранденбурге проживало 1387 человек, в 1939 году — 1595 человек. В 2010 году в Ушаково проживало 812 человек.

## Достопримечательности

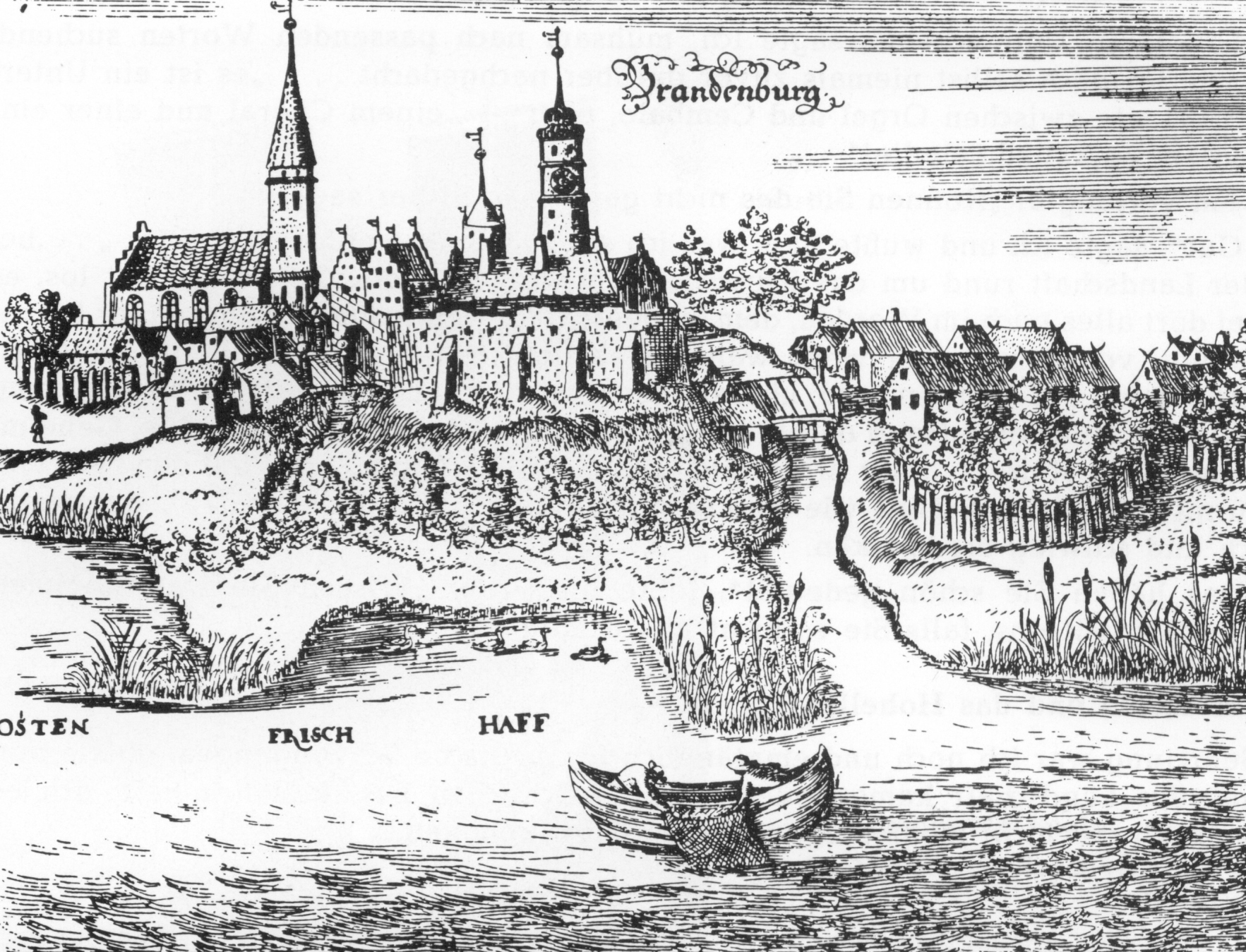
Бранденбург в XVII в.

Кроме замка к достопримечательностям Ушаково относится кирха XIV века (вернее её башня, так как всё остальное использовано в качестве источника бесплатных стройматериалов). В 1380 году в этой кирхе был похоронен комтур Тевтонского ордена Гюнтер фон Хоэнштэйн.
Из памятников послевоенного времени в посёлке имеется братская могила советских солдат, павших в ходе Восточно-Прусской операции.

## Транспорт
Через посёлок проходит автобус № 117 Калининград — Мамоново.